# うどん脳
うどん脳（うどんのう）は、香川県のマスコットキャラクター。
さぬきうどんを心から愛し、さぬきうどんを応援すべく、2011年7月7日に誕生した。2012年7月には、本場さぬきうどん協同組合の公認うどん大使としても任命された。
正式名称は『ツルきゃら うどん脳』。「ゆる」キャラではなく「ツル」きゃらである。

## プロフィール[1]
うどんのことしか考えていないため、ど天然な性格である。うどんを食べている時と、寝ている時だけ静かにしていられる。記憶力は弱い。
- 名前：ツルきゃら うどん脳
- 性別：不明（元人間の妖怪）

　うどんが大好きで、うどんばかり食べていた人間が、ある朝目覚めると妖怪「うどん脳」になっていたという設定。
- 誕生日：2011年7月7日の釜揚げ生まれ
- 血液：イリコ型
- 大きさ：7センチ〜約2メートル
- 好物：ちくわ天、うどんのみみ（平べったい部分）、食べ終わった後の出汁に浮いてるネギ、コーラー、うどん

## 仕事
- 2012年7月2日 - 本場さぬきうどん協同組合により公認うどん大使に任命される
- 2014年2月 - さぬき映画祭PRキャラクターに任命される[2]

- 2015年4月7日 - 香川県医師会公認『ドクターうどん脳』に任命される[3]

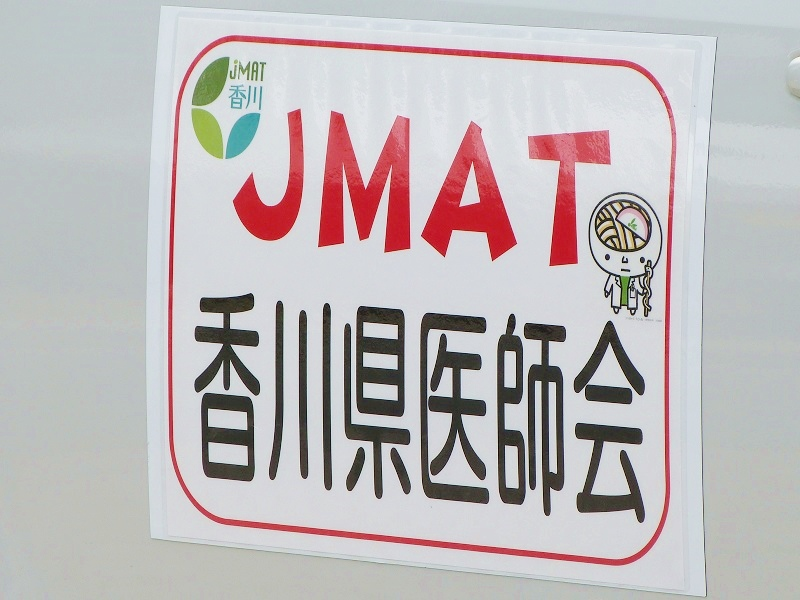
災害出動した 香川JMATの救援車両
ステッカーにも、ドクターうどん脳。

- 2019年3月13日 - 「せんきょ脳」として、第19回統一地方選挙のPRキャラクターに起用される[4][5]。
- 2023年10月29日-「ゆるキャラグランプリ（GP）」の後継イベント「ゆるバース」にて初代王者になる。

### 作者
オカピデザインの岡谷敏明によるデザイン。岡谷は「ツルきゃらうどん脳」の名称およびキャラクターの登録商標を保持している。

### ライセンス
うどん脳のライセンス管理運営業務は、「うどん脳事務局」が担当している。販売商品や広報物等に『うどん脳』を使用する場合は、事前に必ず事務局へ使用申請し、承認を得たうえで使用しなくてはならない。

## キャラクター展開

### グッズ展開
シール、クリアファイル、メモ帳、ボールペン等の文房具の他、ポーチやぬいぐるみ、缶バッジなどの商品が販売されている。

#### コラボグッズ[7]
- アーバンギャル脳
  - ミュージシャンのアーバンギャルドとうどん脳のコラボレーション。メンバーの松永天馬がうどん脳に興味をもったため実現した。全国ツアー「アーバンギャルド全国ツアー’14〜鬱くしい国へ！」会場にてTシャツやトートバッグが発売された。[8]

- A9コラボ
  - ビジュアル系ロックバンドのA9とうどん脳のコラボ缶バッジが会場にて販売された。ギタリストのヒロトがかねてよりうどん脳のファンであり、Twitter等でやり取りを重ね、2019年にコラボグッズの販売が実現。また香川県高松市で行われたA9のライブにうどん脳が現れるサプライズもあった。

##### 香川県伝統工芸コラボ
- 張り子
- 木型

　香川県の伝統工芸品の菓子木型を使用した砂糖菓子が販売された。

##### キャラクターコラボ
- しんじょう君
- カパル

### テーマソング
うどん脳のテーマソングも作られている。
- 歌：結羽(プラムソニック)
- 作編曲：四月朔日 義昭(アルファノート）
- 作詞：岡谷光代(オカピデザイン）

KSB瀬戸内海放送の「お天気レーダー」という天気予報番組でアニメーションとテーマソングが放送されていた。